# Chvalaea pulchra
Chvalaea pulchra är en tvåvingeart som beskrevs av Ale-rocha 2006. Chvalaea pulchra ingår i släktet Chvalaea och familjen puckeldansflugor. Inga underarter finns listade i Catalogue of Life.